# Preveza
Preveza (græsk: Πρέβεζα) er en by i det nordvestlige Grækenland, i den regionale enhed Preveza i periferien  Epirus. Det er den vigtigste by i området.
Byens befolkning var 20.795 (2011). Uden for byen ligger Aktion National Lufthavn. Ca. 7 kilometer nord for Preveza ligger ruinerne af den romerske by Nikopolis.